# Canon EF-S 60mm-objectief
De Canon EF-S 60mm f/2.8 Macro USM is een objectief gemaakt door de Japanse fabrikant Canon. Dankzij de EF-S lensvatting kan dit objectief alleen gebruikt worden op Canon EOS-camera's die zijn voorzien van een zogenaamde APS-C-sensor (1,6x crop). Dit betekent dat dit objectief het equivalent is van een full-frame-objectief met een brandpuntsafstand van ongeveer 100 mm. Dankzij een 1:1-vergroting wordt dit objectief voornamelijk gebruikt voor macrofotografie.

## Voorbeeldfoto's

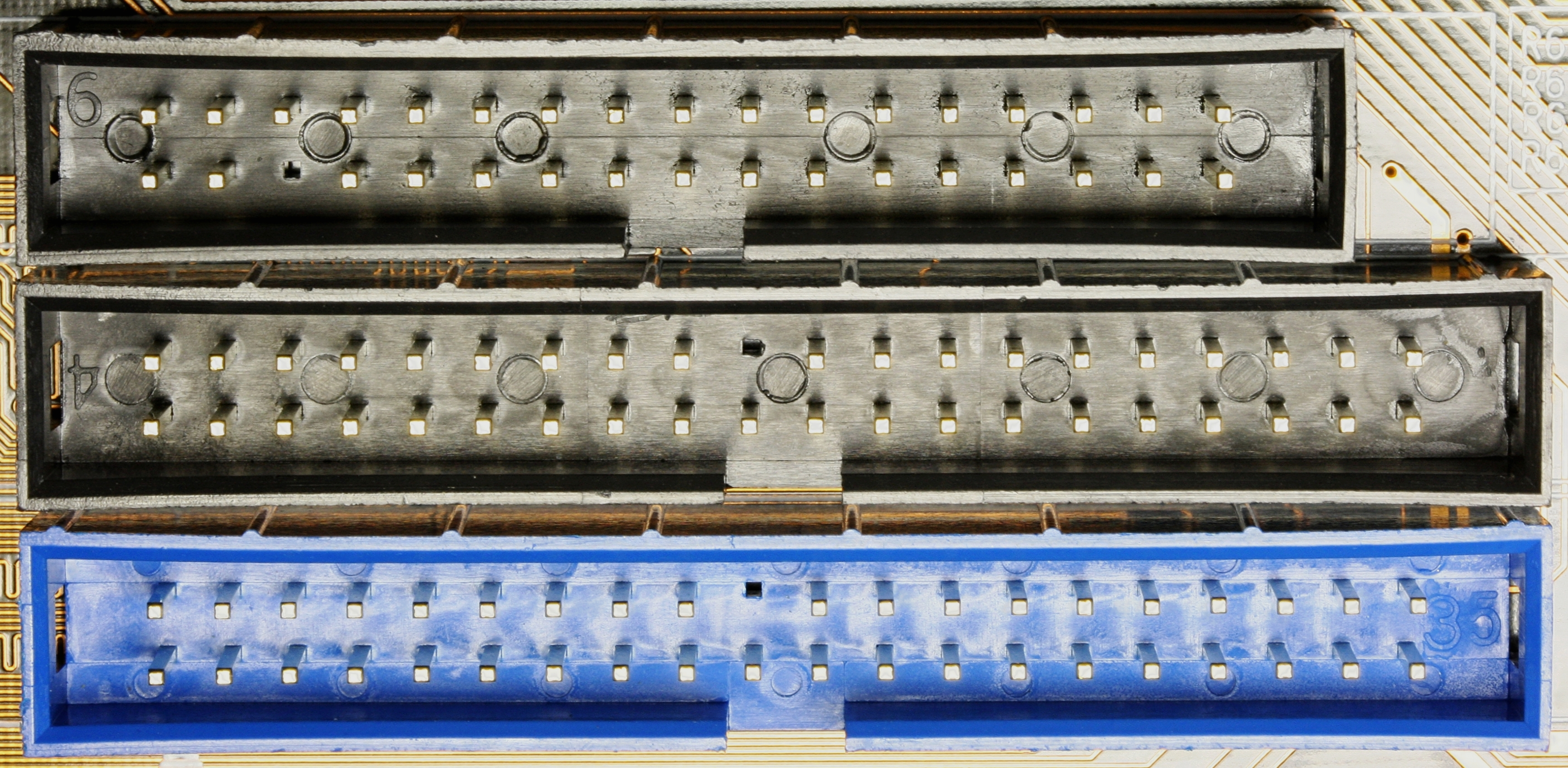
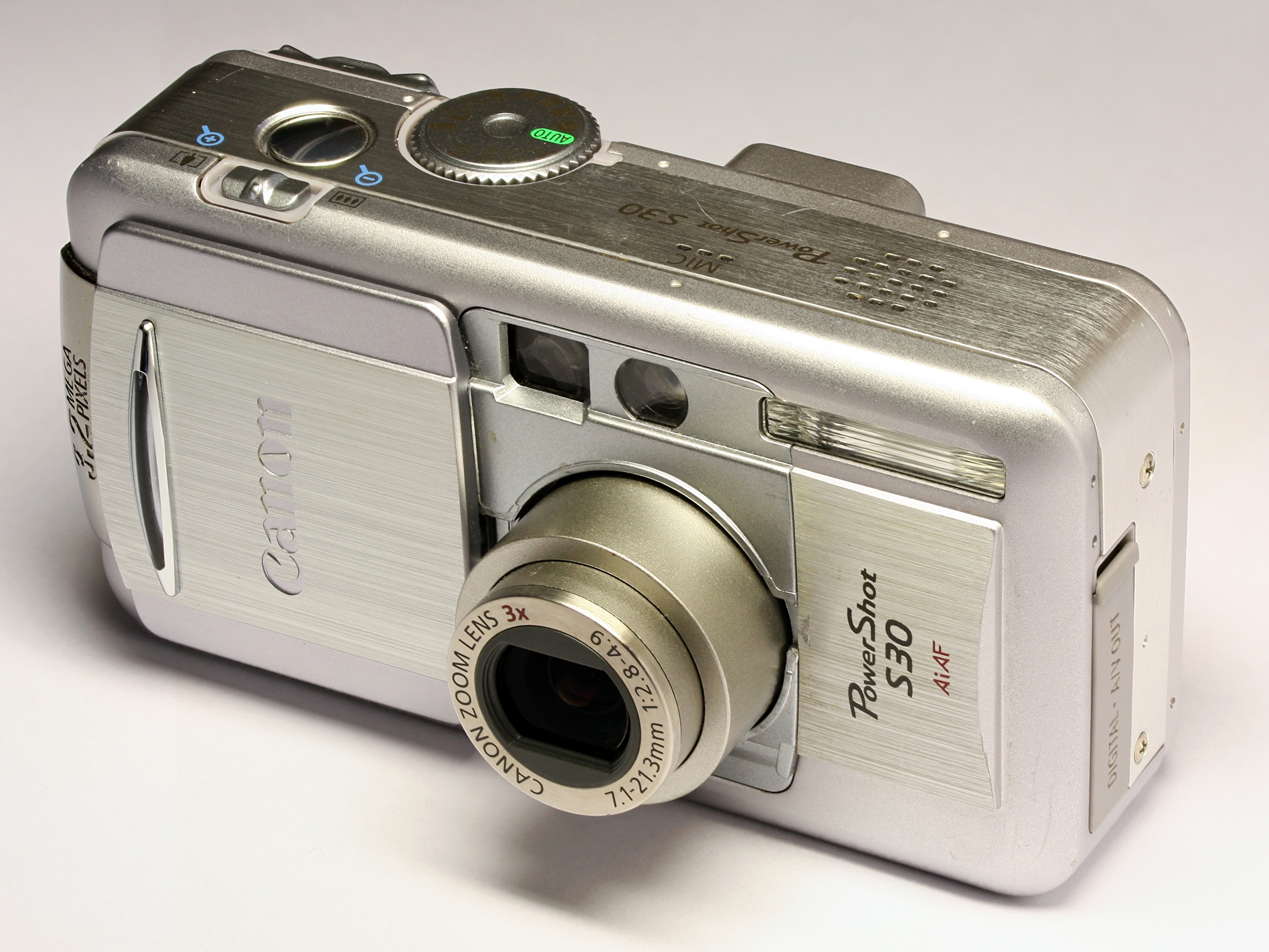
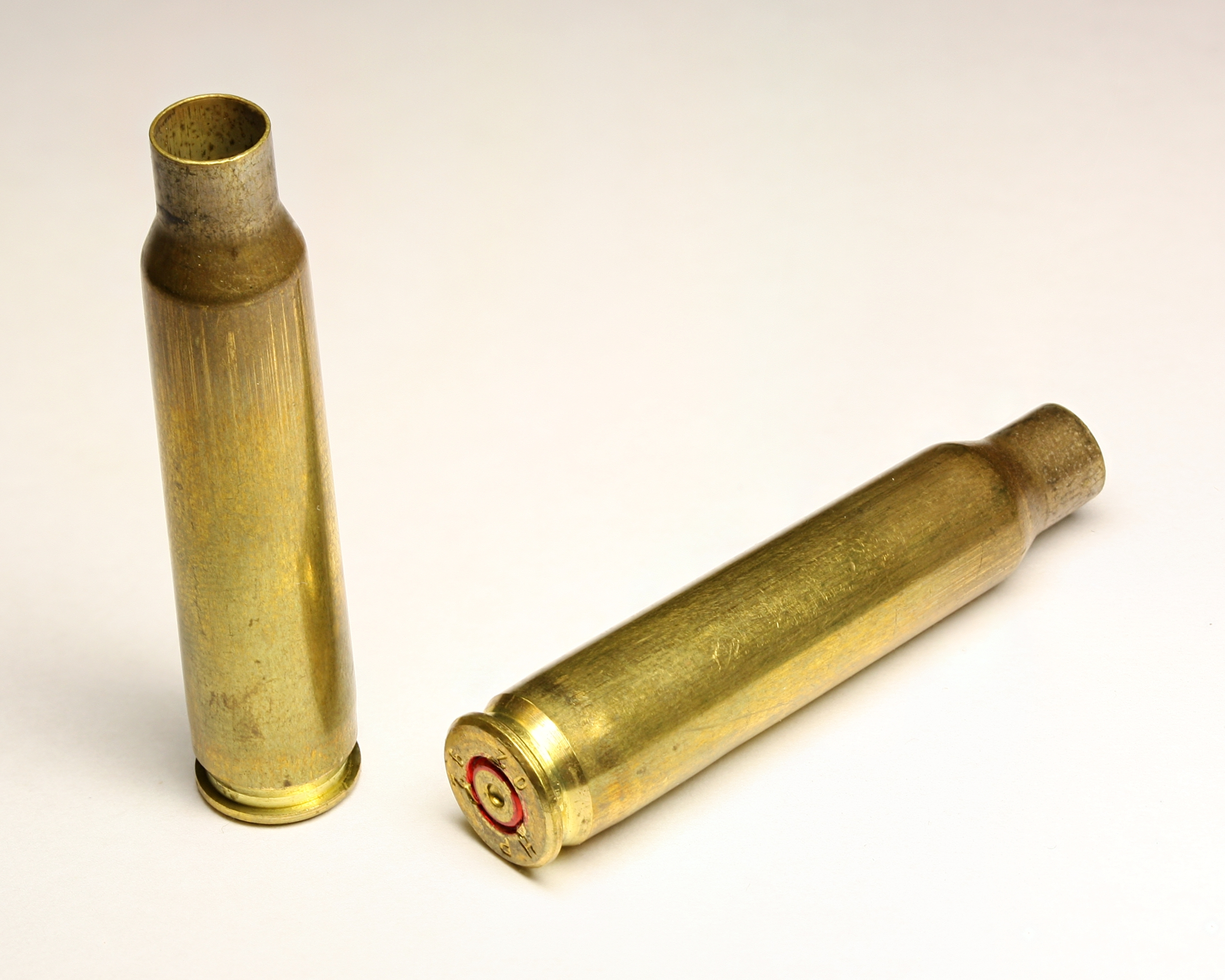
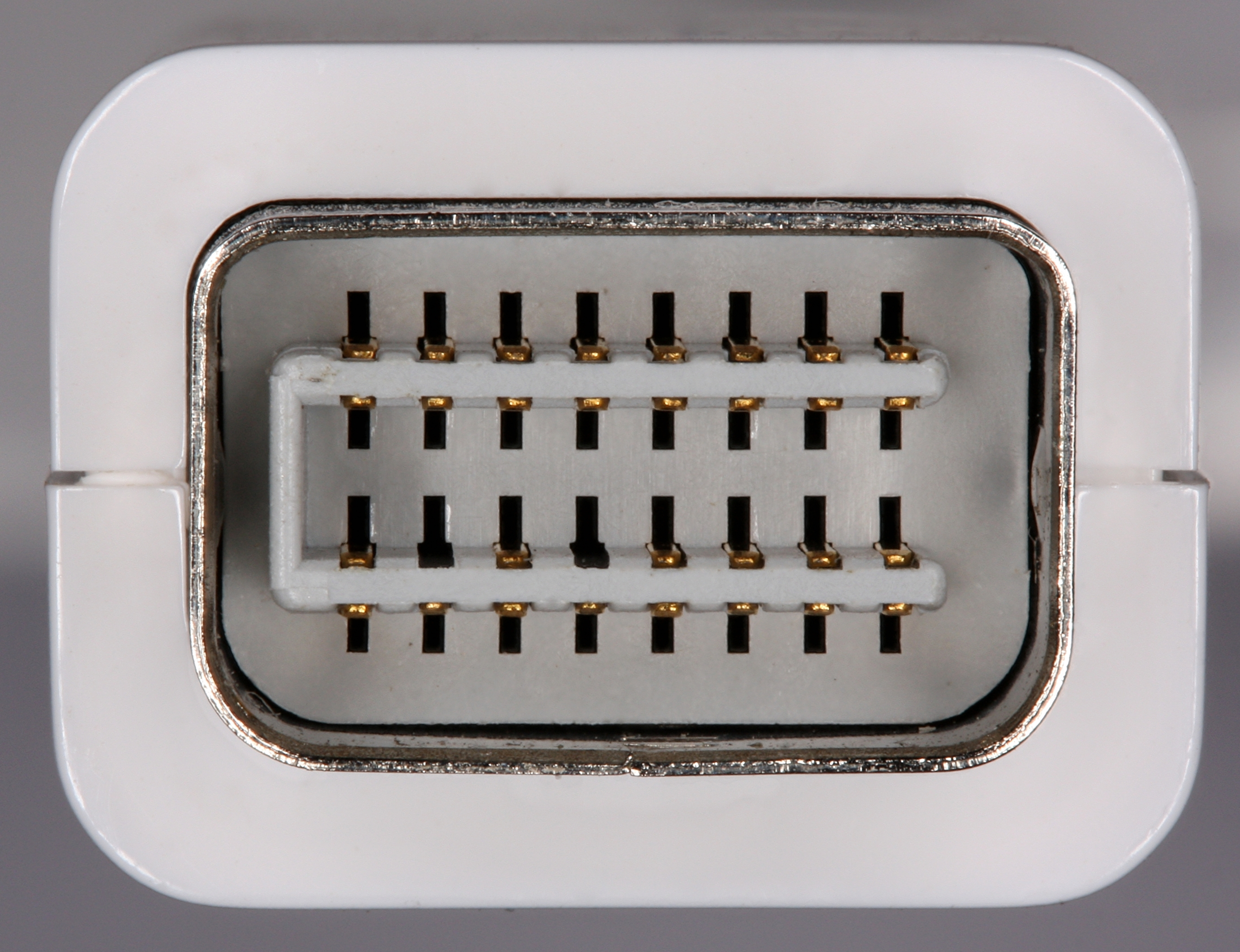
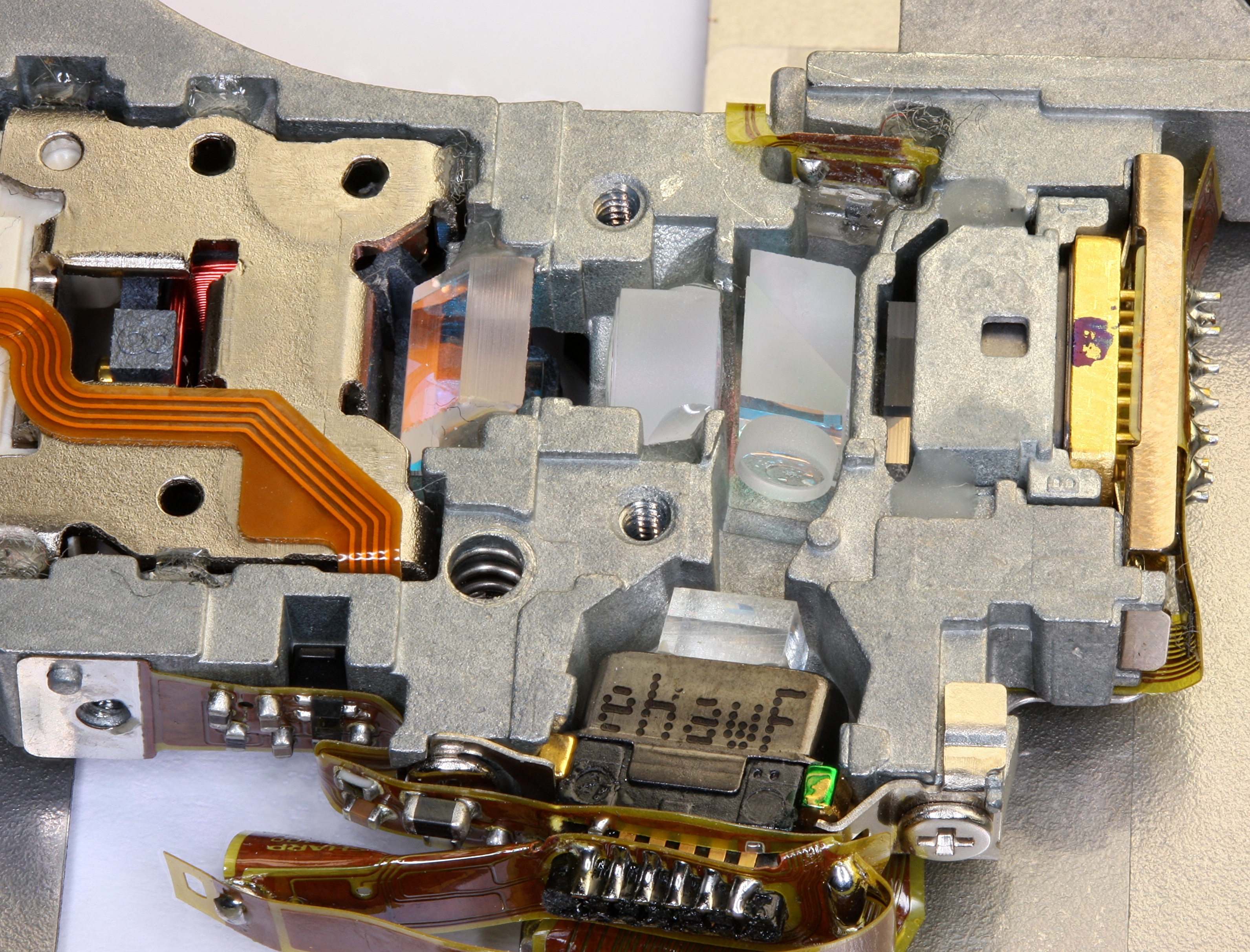